# Lery Hannany
Lery Hannany (ur. 1 października 1982) – gwadelupski piłkarz występujący na pozycji pomocnika. Zawodnik klubu La Gauloise de Basse-Terre.

## Kariera klubowa
Hannany karierę rozpoczynał w 2003 roku w zespole L'Etoile de Morne-à-l'Eau. Spędził tam trzy lata, a potem odszedł do RC de Basse-Terre. Jego barwy reprezentował z kolei przez dwa lata. W 2008 roku przeniósł się do klubu La Gauloise de Basse-Terre.

## Kariera reprezentacyjna
W reprezentacji Gwadelupy Hannany zadebiutował w 2004 roku. W 2007 roku znalazł się w drużynie na Złoty Puchar CONCACAF. Wystąpił na nim w spotkaniu z Hondurasem (2:1), a Gwadelupa odpadła z turnieju w półfinale.
W 2009 roku Hannany ponownie został powołany do kadry na Złoty Puchar CONCACAF. Zagrał na nim w meczu z Meksykiem, a Gwadelupa zakończyła turniej na ćwierćfinale.